# Ијан Флеминг
Ијан Ланкастер Флеминг (енгл. Ian Lancaster Fleming; Лондон, 28. мај 1908 — Кентербери, 12. августа 1964) био је британски писац и новинар. Најпознатији је као творац серије романа о Џејмсу Бонду.

## Биографија
Школовао се у Итону. Прославио се серијалом романа о тајном агенту Џејмсу Бонду, једном од највећих хитова књижевности 20. века, још познатијем по филмовима који се снимају и данас.
Први филм о Бонду снимљен је 1962. кад се у улози Бонда појављује Шон Конери, који глуми у следећих пет филмова. У улози Бонда се до данас опробало 6 глумаца.

## Дела
- Казино Ројал (1953)
- Живи и пусти друге да умру (1954)
- Операција Свемир (1955)
- Дијаманти су вечни (1956)
- Из Русије с љубављу (1957)
- Доктор Но (1958.)
- Голдфингер (1959)
- Само за твоје очи (1960)
- Шпијун који ме волео (1962)
- У служби њеног Величанства (1963)
- Само двапут се живи (1964)
- Човек са златним пиштољем (1965)
- Октопуси (1966)
- Операција Гром (1961)

### Званични сајтови
- Званична почетна страница сајта о Џејмсу Бонду
- Званични вебсајт Danjaq 007
- „Званични вебсајт Ian Fleming Publications”. Архивирано из оригинала 13. 06. 2017. г.

### Сајтови обожавалаца
- „MI6.co.uk – Дом Џејмса Бонда”. Архивирано из оригинала 16. 05. 2008. г.
- „Алберт „Каби” Броколи спомен-сајт”. Архивирано из оригинала 21. 06. 2005. г.
- Џејмс Бонд апсолутно
- Господин Љуби и Убија!
- „Командир Бонд.net”. Архивирано из оригинала 16. 06. 2006. г.
- „Џејмс Бонд, агент Agent 007 УТСЊВ”. Архивирано из оригинала 25. 10. 2005. г.
- Међународни клуб обожавалаца Џејмса Бонда Архивирано на веб-сајту  (30. септембар 2005)
- Досије Џејмс Бонд
- Bondian.com: исцрпан сајт са књижевним текстовима о Бонду
- Прво издање библиографије о Џејмсу Бонду
- „„Make Mine a 007...””. Архивирано из оригинала 21. 07. 2001. г.
- „Џејмс Бонд мултимедија”. Архивирано из оригинала 28. 03. 2014. г.
- Universal Exports